# Христианство в Марокко
Христиане в Марокко составляют менее 1 % населения страны (перепись 2014 года).

## Конфессии
Большинство приверженцев христианства — католики и протестанты.
Православие представлено Русской православной церковью (храмы в Рабате и Касабланке) и Греческой православной церковью (храм в Касабланке).

## Прозелитизм
С 1960 года (Год Африки) всё больше марокканских мусульман обращаются в христианство. Число марокканцев, принявших христианство (большинство из них — тайные верующие), оценивается от 10 тысяч до 50 тысяч человек.